# Perša Liha 1995-1996
La Perša Liha 1995-1996 è stata la 5ª edizione della seconda serie del campionato ucraino di calcio. La stagione è iniziata il 4 agosto 1995 ed è terminata il 1º luglio 1996.

## Stagione

### Novità
Al termine della passata stagione, sono salite in Vyšča Liha Zirka e CSKA-Borysfen. Sono retrocesse in Druha Liha Karpaty Mukačevo e Sumy. Sono salite dalla Druha Liha Javir Krasnopillja e L'viv.
Dalla Vyšča Liha 1994-1995 sono retrocesse Temp Šepetivka e Veres Rivne.
Il Boryspil, prima dell'inizio della stagione, ha cambiato denominazione in Borysfen Boryspil. Successivamente, durante la pausa invernale è diventato CSKA-Borysfen.
Il Bažanovec' Makiïvka ha cambiato denominazione in Šachtar Makiïvka.

### Formula
Le ventidue squadre si affrontano due volte, per un totale di quarantadue giornate. La prima classificata viene promossa in Vyšča Liha 1996-1997. Le ultime due classificate retrocedono in Druha Liha.

### Avvenimenti
Il Temp Šepetivka, fusosi con l'Advis Chmel'nyc'kyj, ha cambiato denominazione in Temp-Advis Chmel'nyc'kyj. Durante la sosta invernale il club si ritira dal campionato e la società si scioglie. Al post del Temp, viene creata ad hoc una formazione amatoriale con sede a Kam″janec'-Podil's'kyj, denominata Ratuša, che eredita i punti e i risultati conseguiti nella prima parte di stagione dal defunto Temp-Advis Chmel'nyc'kyj.

## Classifica finale
|  | Pos. | Squadra                       | Pt  | G  | V  | N  | P  | GF | GS  | DR  |
|  | ---- | ----------------------------- | --- | -- | -- | -- | -- | -- | --- | --- |
|  | 1.   | Vorskla                       | 103 | 42 | 32 | 7  | 3  | 92 | 37  | +55 |
|  | 2.   | Bukovyna Černivci             | 95  | 42 | 30 | 5  | 7  | 83 | 34  | +49 |
|  | 3.   | Stal' Alčevs'k                | 83  | 42 | 26 | 5  | 11 | 73 | 40  | +33 |
|  | 4.   | Polihraftechnika Oleksandrija | 76  | 42 | 23 | 7  | 12 | 69 | 37  | +32 |
|  | 5.   | Metalurh Nikopol'             | 74  | 42 | 23 | 5  | 14 | 59 | 40  | +19 |
|  | 6.   | Dinamo-2 Kiev                 | 72  | 42 | 20 | 12 | 10 | 64 | 42  | +22 |
|  | 7.   | Chimik Sjevjerodonec'k        | 71  | 42 | 20 | 11 | 11 | 68 | 32  | +36 |
|  | 8.   | Naftovyk-Ukrnafta             | 66  | 42 | 18 | 12 | 12 | 52 | 37  | +15 |
|  | 9.   | Šachtar Makiïvka              | 64  | 42 | 19 | 7  | 16 | 63 | 55  | +8  |
|  | 10.  | Krystal Čortkiv               | 63  | 42 | 19 | 6  | 17 | 70 | 54  | +16 |
|  | 11.  | L'viv                         | 62  | 42 | 18 | 8  | 16 | 55 | 42  | +13 |
|  | 12.  | Podillja                      | 62  | 42 | 17 | 11 | 14 | 57 | 50  | +7  |
|  | 13.  | Javir Krasnopillja            | 60  | 42 | 17 | 9  | 16 | 53 | 43  | +10 |
|  | 14.  | Chimik Žytomyr                | 58  | 42 | 16 | 10 | 16 | 55 | 57  | -2  |
|  | 15.  | Naftochimik Kremenčuk         | 55  | 42 | 16 | 7  | 19 | 43 | 45  | -2  |
|  | 16.  | Veres Rivne                   | 54  | 42 | 15 | 9  | 18 | 39 | 49  | -10 |
|  | 17.  | Zakarpattja                   | 50  | 42 | 14 | 8  | 20 | 49 | 67  | -18 |
|  | 18.  | SK Odessa                     | 44  | 42 | 11 | 11 | 20 | 35 | 63  | -28 |
|  | 19.  | Metalist                      | 39  | 42 | 10 | 9  | 23 | 40 | 54  | -14 |
|  | 20.  | Dnipro Čerkasy                | 22  | 42 | 6  | 4  | 32 | 26 | 91  | -65 |
|  | 21.  | Ratuša                        | 20  | 42 | 6  | 2  | 34 | 14 | 103 | -89 |
|  | 21.  | Skala Stryj                   | 9   | 42 | 2  | 3  | 37 | 21 | 108 | -87 |

Legenda:
      Promossa in Vyšča Liha 1996-1997
      Retrocessa in Druha Liha 1996-1997
Note:
Tre punti a vittoria, uno a pareggio, zero a sconfitta.